# Цитогенетика злокачественного роста
Злокачественный рост, или возникновение опухолей, следует рассматривать как особый патологический способ развития клеток. Переход к патологическому развитию возможен для клеток различных тканей многоклеточных животных и растений.

## Кариотипопухолевых клеток

### Содержание ДНК в ядрах
Содержание ДНК в ядрах опухолевых клеток в большинстве случаев очень изменчиво, что отражает частые изменения числа хромосом. Давно известно, что хромосомный набор злокачественных клеток отличается от такового нормальных клеток. Причиной этого являются частые нарушения митоза и возникновение полиплоидных и анеуплоидных ядер. В ходе изучения процесса малигнизации клеток было выяснено, что он тесно связан с реорганизацией генома, которая нередко выражается структурными или численными изменениями хромосом и их отдельных районов. 
Для злокачественных клеток характерна значительная изменчивость числа хромосом в пределах одной опухоли. Наиболее распространенное число хромосом в пределах одной опухоли называют модальным или стволовым числом хромосом, а клетки, к которым принадлежат указанные хромосомы, – стволовой линией. Такая гетерогенность опухолевых клеток имеет адаптивный характер. В ходе развития опухоли изменяется её клеточный состав и часто происходит смена стволовой линии, т. е. отбор клеток, наиболее приспособленных к меняющимся условиям существования опухоли в больном организме. Следовательно, неоднородность обеспечивает устойчивость опухоли. Наиболее активно делятся клетки стволовой линии, а клетки остальных линий не принимают активного участия в росте опухоли.

### Вариативность кариотипа
Изменение числа хромосом у опухолевых клеток – очень распространенное явление, но это не единственная причина возникновения генотипической изменчивости и гетерогенности. Известны случаи, когда раковые клетки не отличаются от нормальных по числу хромосом, но это не означает, что кариотип их будет нормальным и одинаковым в пределах данной опухоли. Например, у раковых клеток было обнаружено явление псевдоплоидии (число хромосом равно диплоидному), но часть хромосом нормального набора у них утрачена, а другие имеются в избыточном количестве. Возможны также и различные структурные изменения отдельных хромосом. Новелл и Хангерфорд (1960) установили, что в злокачественных клетках больных миелоидным лейкозом имеется нехватка (делеция) большого участка длинного плеча одной из хромосом 22-й пары. Такую хромосому стали называть «филадельфийской хромосомой». При других формах лейкозов и злокачественных опухолей эта хромосома не наблюдалась, но были обнаружены иные структурные изменения хромосом 22-й пары.